# Capileira

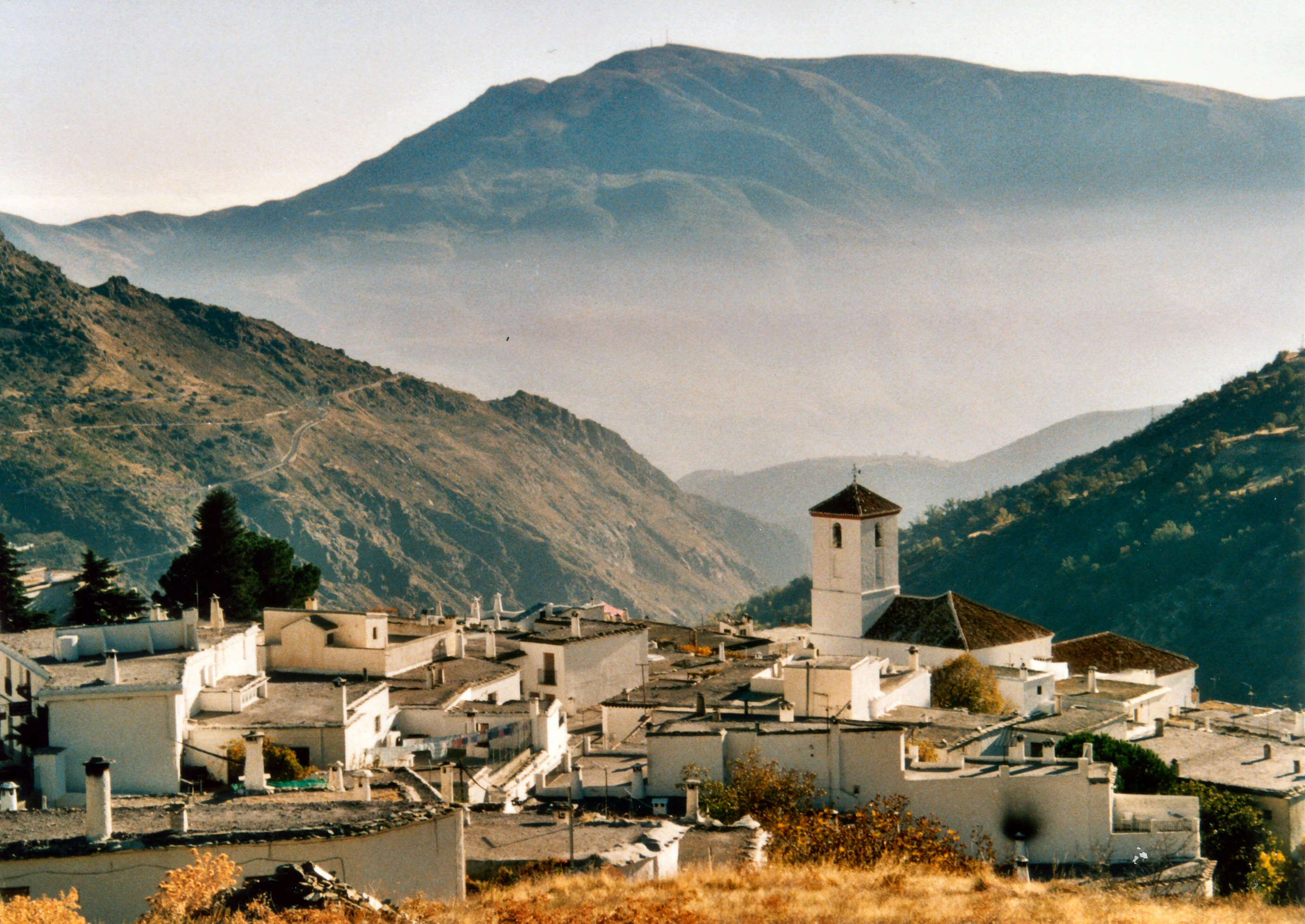
Capileira

Capileira ist ein südspanischer Bergort und eine Gemeinde (municipio) mit insgesamt 576 Einwohnern (Stand: 2024) im Süden der Provinz Granada in der autonomen Region Andalusien. Hinter dem nahegelegenen Trevélez ist Capileira der zweithöchste Ort Spaniens bzw. der gesamten Iberischen Halbinsel. Das historische Ortszentrum wurde im Jahr 1982 als Kulturgut (Bien de Interés Cultural) in der Kategorie Conjunto histórico-artístico anerkannt.

## Lage und Klima
Der Ort Capileira liegt oberhalb des Río Poqueira an einem Südhang der Alpujarras nahe beim Nationalpark Sierra Nevada ca. 75 km (Fahrtstrecke) südöstlich der Provinzhauptstadt Granada in einer Höhe von ca. 1435 m; die Mittelmeerküste bei Motril ist etwa 52 km in südlicher Richtung entfernt. Das Klima im Winter ist gemäßigt, im Sommer aufgrund der Höhenlage (die ca. 3400 m hohen Berge Mulhacén und Pico del Veleta liegen nur wenig nördlich des Gemeindegebiets) immer noch vergleichsweise angenehm; die eher geringen Niederschlagsmengen (ca. 535 mm/Jahr) fallen – mit Ausnahme der nahezu regenlosen Sommermonate – verteilt übers ganze Jahr.

## Bevölkerungsentwicklung
| Jahr      | 1857 | 1900 | 1950 | 2000 | 2020 |
| Einwohner | 1310 | 1166 | 1737 | 524  | 563  |

Infolge der Mechanisierung der Landwirtschaft, der Aufgabe bäuerlicher Kleinbetriebe („Höfesterben“) und dem daraus resultierenden Verlust von Arbeitsplätzen ist die Einwohnerzahl der Gemeinde seit der Mitte des 20. Jahrhunderts deutlich zurückgegangen.

## Wirtschaft
Noch in neuester Zeit lebten die Bewohner des Ortes als Selbstversorger von der Erträgen ihrer Felder und Hausgärten. Es wurde hauptsächlich Viehzucht (v. a. Schafe, Ziegen und Schweine) betrieben; Esel wurden als Tragtiere gehalten. Dieser Zustand änderte sich erst mit dem Ausbau der Infrastruktur im 20. Jahrhundert. Im Ort selbst haben sich Kleinhändler, Handwerker und Dienstleister aller Art angesiedelt. Auf dem landwirtschaftlich kaum nutzbaren Gemeindegebiet wurden überwiegend Nuss- und Mandelbäume angepflanzt. Heute spielt der Tourismus die wichtigste Rolle im wirtschaftlichen Leben des Ortes.

## Geschichte
Prähistorische, römische und westgotische Funde fehlen. Die Gründung des Ortes erfolgte wahrscheinlich im 8. Jahrhundert durch Berber aus Nordafrika. Nach dem Ende des Kalifats von Córdoba (um 1020) übernahmen die Ziriden von Granada die Macht, die sie jedoch wenig später an die berberischen Almoraviden und Almohaden abtreten mussten. Als Teil des Emirats von Granada blieb das Bergland der Alpujarras bis zum Jahr 1490 islamisch; danach bildete es ein Rückzugsgebiet für die Morisken. Mit dem Alhambra-Edikt (1492) der Katholischen Könige begann die Vertreibung der Juden in Spanien; nach den Moriskenaufständen der Jahre 1499 bis 1501 und 1568 bis 1571 wurden die letzten Muslime zu Beginn des 17. Jahrhunderts ebenfalls ausgewiesen.

## Sehenswürdigkeiten

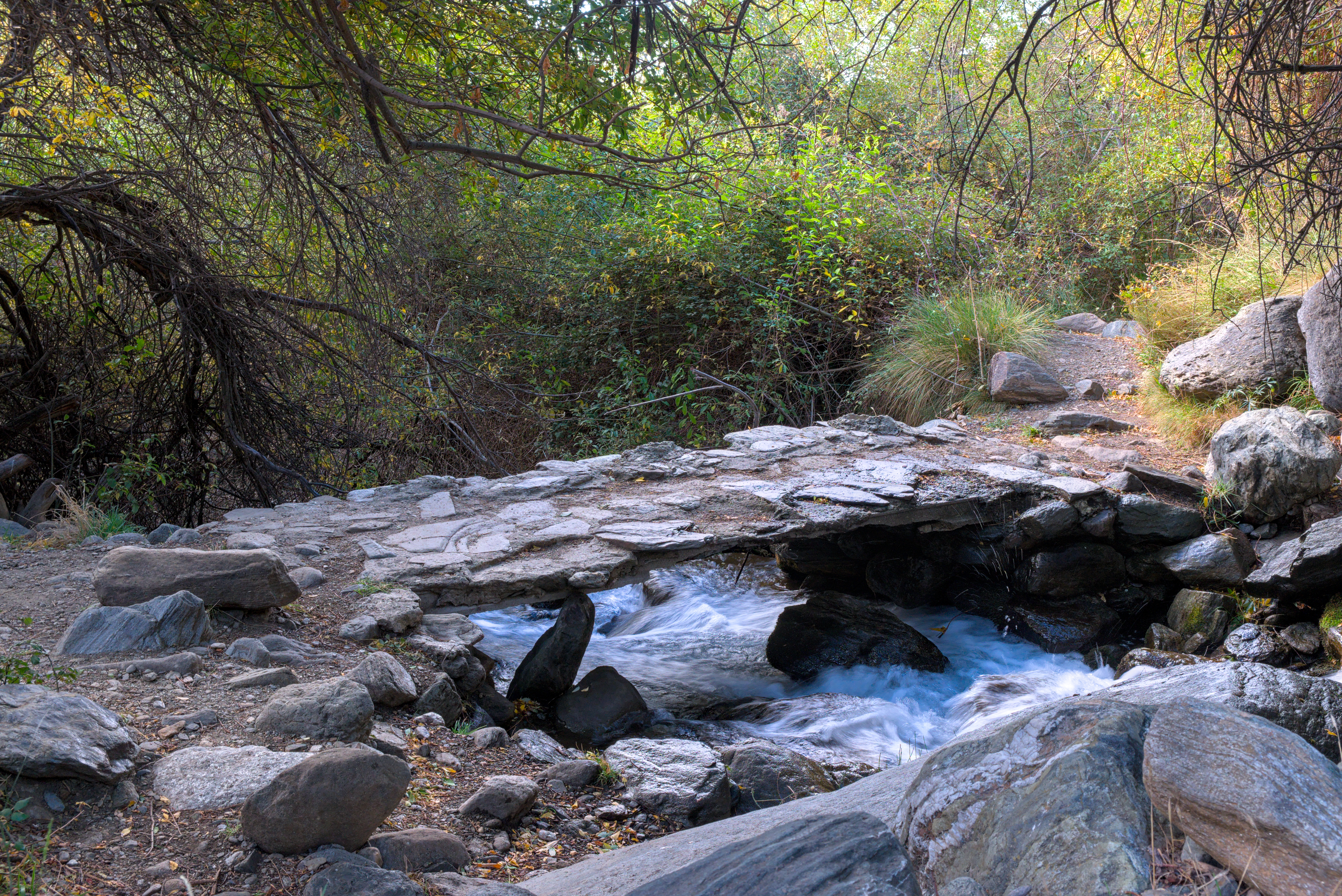
Ländliche Steinplattenbrücke

- Das Bild des weitgehend aus Natursteinen erbauten alten Ortsteils (Centro histórico) wird bestimmt von engen Gassen mit verputzten und weiß getünchten Häusern.
- Die Iglesia Parroquial de Santa María la Mayor wurde im 18. Jahrhundert an der Stelle einer älteren Kirche erbaut, welche ihrerseits eine alte Moschee ersetzt hatte.[5]
- Mehrere historische Brunnenanlagen bereichern das Ortsbild.
- Das ethnologisch ausgerichtete Museo Pedro Antonio de Alarcon widmet sich der Lebensweise, dem Handwerk und der Volkskunst in den Alpujarras.[6]

Umgebung
- Etwa einen Kilometer nördlich des Ortes quert die Natursteinbrücke Puente Abuchite den Fluss Poqueira.